# Folorunso Fatukasi
Folorunso Ifeyinka Fatukasi (Far Rockaway, Nueva York, 4 de marzo de 1995) más conocido como Folorunso Fatukasi, apodado Foley, es un jugador profesional estadounidense de fútbol americano que se desempeña en la posición de defensive tackle en Jacksonville Jaguars, equipo de la National Football League (NFL).

## Carrera
Fue seleccionado en la sexta ronda en la Reunión Anual de Selección de Jugadores de la NFL de 2018. Hizo su debut profesional con el equipo New York Jets, en el cual jugó cuatro temporadas (2018-2022), luego pasó a Jacksonville Jaguars, donde lleva jugando dos temporadas.